# うおはん
うおはんは北海道恵庭市に本社を置く、株式会社魚はんが展開するスーパーマーケットである。

## 概要
1985年(昭和60年)2月20日、創業者の椛澤進が恵庭市泉町にて開業。名前は鮮魚を中心に魚（うお）で繁盛（はん）するお店として付けられた。1990年(平成2年)に現在地に移転した。
2010年(平成22年)1月25日から5月27日には増築工事を行った。
鮮魚をはじめとした水産物だけではなく、青果に精肉、加工食品などを取り揃えており、地方発送も行っている。。
かつて、長崎屋室蘭中島店のテナントとして20年近く営業していたが、人手確保が難しいため継続を断念し、2019年2月に撤退。従業員、仕入れルートなどを引き継ぎ、長崎屋直営となった。
2024年9月3日、札幌市中央卸売市場で行われた秋サケの初競りで、3.5キロの雌に約31万円の値段を付け、同じく4.5キロの雄を競り落とした札幌市の水産仲卸の日の出本田水産とともに1キロ当たりで最高値となった。

## 沿革
- 1985年(昭和60年)2月20日 - 恵庭市泉町にて開業。

- 1990年(平成2年) - 現在地に移転。

- 2010年(平成22年)
  - 1月25日 - 増築工事を開始。
  - 5月27日 - 増築工事が完了。
- 2019年2月 - 長崎屋室蘭中島店から撤退[6]。

## テレビ番組
- 錦鯉が行く!のりのり散歩 恵庭エリア#4（2024年9月28日、北海道テレビ）[8]
- 「飯尾和樹のペッコリ妄想移住ファイル　後編【ZIP!】」『TVer』、日本テレビ、該当時間: 2:53 - 6:44、2024年11月27日。2024年11月27日閲覧。